# Добрецкое
Добрецкое — озеро на Сахалине.
Расположено в (Корсаковском районе, на севере Муравьёвской низменности, на западном побережье озера Тунайча. Площадь водоёма — 0,6 км². Водосборная площадь — 6,6 км². Питается малыми реками и ручьями, вытекающая впадает в озеро Тунайча. Располагается на территории заказника «Озеро Добрецкое».